# 쾨니히스베르크 천문대
쾨니히스베르크 천문대 ( 독일어: Sternwarte Königsberg; Königsberger Universitätssternwarte; obs. 코드: 058 )는 현재 러시아의 칼리닌그라드인 쾨니히스베르크에 있었던 알베르티나 대학교에 부속된 천문대 및 연구 시설이었다. 제2차 세계 대전 중 1944년 8월 영국 공군의 폭격으로 파괴되었다.

## 설명

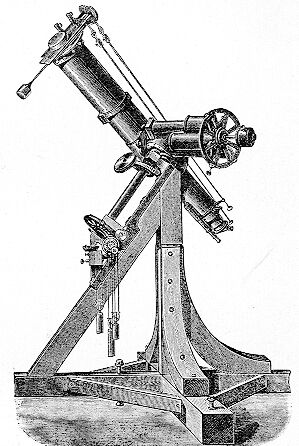
프라운호퍼의 헬리오미터

천문대는 1810년에 설립되어 1813년에 관측을 시작했다. 천문대를 사용한 유명한 천문학자들로는 프리드리히 빌헬름 베셀, 프리드리히 빌헬름 아르겔란더, 아르투르 오베르스(Arthur Auwers) 및 헤르만 스트루베(Hermann Struve) 등이 있다. 베셀은 1838년에 프라운호퍼의 헬리오미터를 사용하여 항성의 연주시차를 최초로 측정했다.

## 갤러리

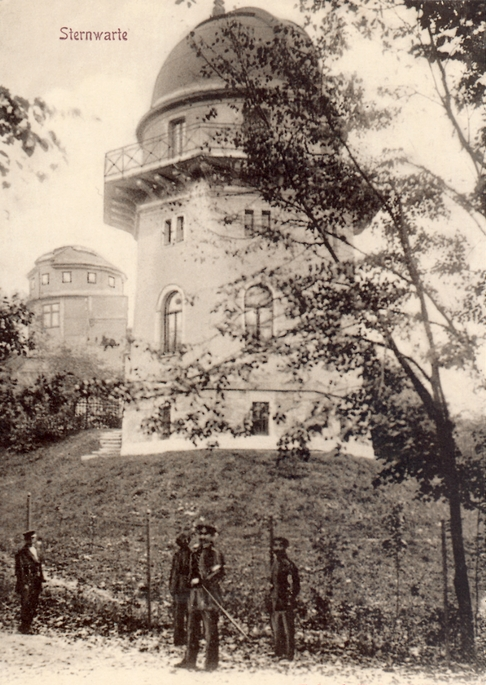
쾨니히스베르크 천문대
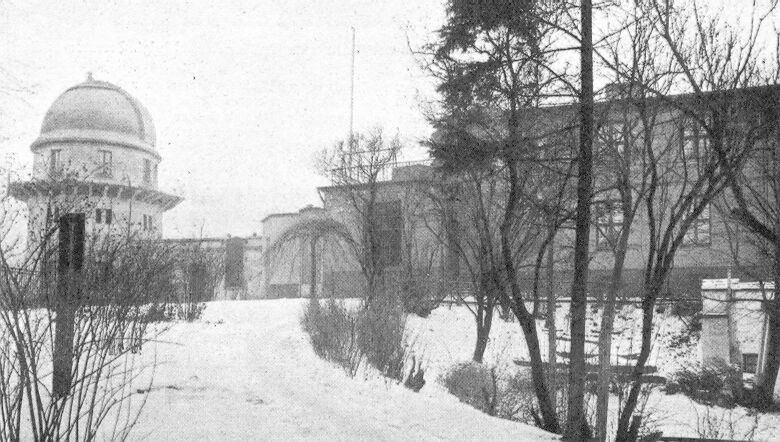
천문대(날짜 미상)
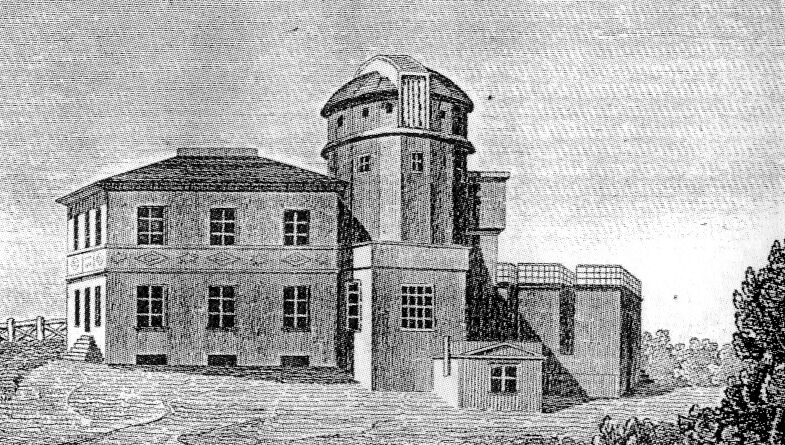
1830년의 천문대